# Nebelhorn Trophy de 2016
Nebelhorn Trophy de 2016 foi a quadragésima oitava edição do Nebelhorn Trophy, um evento anual de patinação artística no gelo organizado pela União Alemã de Patinação no Gelo (em alemão:  Deutsche Eislauf-Union), e que fez parte do Challenger Series de 2016–17. A competição foi disputada entre os dias 22 de setembro e 24 de setembro, na cidade de Oberstdorf, Alemanha.

## Eventos
- Individual masculino
- Individual feminino
- Duplas
- Dança no gelo

## Medalhistas
| Evento                        | Ouro                                       | Prata                                           | Bronze                                     |
| Individual masculino detalhes | Alexander Petrov · Rússia                  | Jorik Hendrickx · Bélgica                       | Grant Hochstein · Estados Unidos           |
| Individual feminino detalhes  | Mai Mihara · Japão                         | Elizaveta Tuktamysheva · Rússia                 | Gabrielle Daleman · Canadá                 |
| Duplas detalhes               | Aliona Savchenko · Bruno Massot · Alemanha | Lubov Ilyushechkina · Dylan Moscovitch · Canadá | Mari Vartmann · Ruben Blommaert · Alemanha |
| Dança no gelo detalhes        | Anna Cappellini · Luca Lanotte · Itália    | Madison Chock · Evan Bates · Estados Unidos     | Piper Gilles · Paul Poirier · Canadá       |

## Resultados

### Individual masculino
| Pos.              | Nome               | Nacionalidade  | Pontos | PC         | PL          |
| ----------------- | ------------------ | -------------- | ------ | ---------- | ----------- |
| Medalha de ouro   | Alexander Petrov   | Rússia         | 232.21 | 75.13 (1)  | 157.08 (1)  |
| Medalha de prata  | Jorik Hendrickx    | Bélgica        | 223.04 | 71.90 (5)  | 151.14 (2)  |
| Medalha de bronze | Grant Hochstein    | Estados Unidos | 217.25 | 75.00 (2)  | 142.25 (3)  |
| 4                 | Julian Zhi Jie Yee | Malásia        | 212.27 | 72.59 (4)  | 139.68 (5)  |
| 5                 | Liam Firus         | Canadá         | 210.09 | 74.57 (3)  | 135.52 (7)  |
| 6                 | Artur Dmitriev Jr. | Rússia         | 209.19 | 71.36 (6)  | 137.83 (6)  |
| 7                 | Timothy Dolensky   | Estados Unidos | 207.49 | 67.76 (7)  | 139.73 (4)  |
| 8                 | Paul Fentz         | Alemanha       | 199.20 | 65.63 (8)  | 133.57 (8)  |
| 9                 | Sei Kawahara       | Japão          | 184.43 | 63.04 (9)  | 121.39 (9)  |
| 10                | Franz Streubel     | Alemanha       | 174.37 | 59.21 (10) | 115.16 (10) |
| 11                | Meng Ju Lee        | Taipé Chinesa  | 128.19 | 40.92 (11) | 87.27 (11)  |
| 12                | Marco Klepoch      | Eslováquia     | 121.17 | 39.15 (12) | 82.02 (12)  |

### Individual feminino
| Pos.              | Nome                   | Nacionalidade    | Pontos | PC         | PL         |
| ----------------- | ---------------------- | ---------------- | ------ | ---------- | ---------- |
| Medalha de ouro   | Mai Mihara             | Japão            | 189.03 | 63.11 (2)  | 125.92 (1) |
| Medalha de prata  | Elizaveta Tuktamysheva | Rússia           | 185.93 | 65.20 (1)  | 120.73 (2) |
| Medalha de bronze | Gabrielle Daleman      | Canadá           | 175.40 | 60.15 (3)  | 115.25 (3) |
| 4                 | Park So-youn           | Coreia do Sul    | 161.95 | 55.71 (5)  | 106.24 (4) |
| 5                 | Amber Glenn            | Estados Unidos   | 157.68 | 55.92 (4)  | 101.76 (6) |
| 6                 | Serafima Sakhanovich   | Rússia           | 154.68 | 52.69 (6)  | 101.99 (5) |
| 7                 | Loena Hendrickx        | Bélgica          | 139.43 | 45.36 (10) | 94.07 (7)  |
| 8                 | Lutricia Bock          | Alemanha         | 129.62 | 50.82 (8)  | 78.80 (8)  |
| 9                 | Karly Robertson        | Reino Unido      | 126.79 | 51.11 (7)  | 75.68 (11) |
| 10                | Elizaveta Ukolova      | República Tcheca | 123.96 | 49.87 (9)  | 74.09 (12) |
| 11                | Brooklee Han           | Austrália        | 121.26 | 44.53 (12) | 76.73 (10) |
| 12                | Karoliina Luhtonen     | Finlândia        | 113.06 | 36.12 (13) | 76.94 (9)  |
| 13                | Jérômie Repond         | Suíça            | 94.35  | 31.65 (14) | 62.70 (13) |
| WD                | Isadora Williams       | Brasil           | —      | 45.31 (11) | — (WD)     |
| WD                | Emmi Peltonen          | Finlândia        | —      | — (WD)     |            |

### Duplas
| Pos.              | Nome                                   | Nacionalidade  | Pontos | PC        | PL         |
| ----------------- | -------------------------------------- | -------------- | ------ | --------- | ---------- |
| Medalha de ouro   | Aliona Savchenko / Bruno Massot        | Alemanha       | 203.04 | 74.24 (1) | 128.80 (1) |
| Medalha de prata  | Lubov Ilyushechkina / Dylan Moscovitch | Canadá         | 184.40 | 65.98 (2) | 118.42 (2) |
| Medalha de bronze | Mari Vartmann / Ruben Blommaert        | Alemanha       | 162.38 | 57.74 (3) | 104.64 (3) |
| 4                 | Ashley Cain / Timothy Leduc            | Estados Unidos | 150.40 | 52.40 (5) | 98.00 (4)  |
| 5                 | Erika Smith / Aj Reiss                 | Estados Unidos | 148.84 | 56.20 (4) | 92.64 (5)  |
| 6                 | Minerva Fabienne Hase / Nolan Seegert  | Alemanha       | 135.54 | 44.00 (6) | 91.54 (6)  |
| 7                 | Ioulia Chtchetinina / Noah Scherer     | Suíça          | 109.00 | 36.96 (7) | 72.04 (8)  |
| 8                 | Alexandra Herbriková / Nicolas Roulet  | Suíça          | 108.46 | 35.16 (8) | 73.30 (7)  |

### Dança no gelo
| Pos.              | Nome                                       | Nacionalidade  | Pontos | DC         | DL         |
| ----------------- | ------------------------------------------ | -------------- | ------ | ---------- | ---------- |
| Medalha de ouro   | Anna Cappellini / Luca Lanotte             | Itália         | 180.50 | 71.42 (1)  | 109.08 (1) |
| Medalha de prata  | Madison Chock / Evan Bates                 | Estados Unidos | 179.18 | 70.78 (2)  | 108.40 (2) |
| Medalha de bronze | Piper Gilles / Paul Poirier                | Canadá         | 176.84 | 70.32 (3)  | 106.52 (3) |
| 4                 | Elliana Pogrebinsky / Alex Benoit          | Estados Unidos | 155.20 | 63.06 (4)  | 92.14 (4)  |
| 5                 | Kavita Lorenz / Joti Polizoakis            | Alemanha       | 139.94 | 59.18 (5)  | 80.76 (6)  |
| 6                 | Yura Min / Alexander Gamelin               | Coreia do Sul  | 139.26 | 55.38 (6)  | 83.88 (5)  |
| 7                 | Lorenza Alessandrini / Pierre Souquet      | França         | 131.78 | 51.22 (8)  | 80.56 (7)  |
| 8                 | Viktoria Kavaliova / Yurii Bieliaiev       | Bielorrússia   | 127.28 | 49.88 (9)  | 77.40 (8)  |
| 9                 | Katharina Müller / Tim Dieck               | Alemanha       | 125.88 | 53.60 (7)  | 72.28 (9)  |
| 10                | Ekaterina Fedyushchenko / Lucas Kitteridge | Reino Unido    | 110.90 | 42.26 (10) | 68.64 (10) |

## Quadro de medalhas
| Ordem | País           | Medalha de ouro | Medalha de prata | Medalha de bronze |    | Ordem por total |
| ----- | -------------- | --------------- | ---------------- | ----------------- | -- | --------------- |
| 1     | Rússia         | 1               | 1                |                   | 2  | 2               |
| 2     | Alemanha       | 1               |                  | 1                 | 2  | 2               |
| 3     | Itália         | 1               |                  |                   | 1  | 5               |
| 3     | Japão          | 1               |                  |                   | 1  | 5               |
| 5     | Canadá         |                 | 1                | 2                 | 3  | 1               |
| 6     | Estados Unidos |                 | 1                | 1                 | 2  | 2               |
| 7     | Bélgica        |                 | 1                |                   | 1  | 5               |
| TOTAL | TOTAL          | 4               | 4                | 4                 | 12 | —               |